# 조안 블랙맨

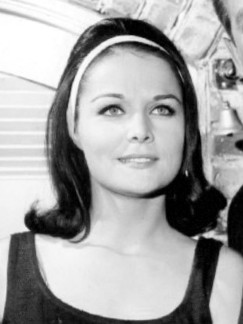

조안 블랙맨(Joan Blackman, 1938년 5월 17일 ~ )는 미국의 배우, 각본가, 텔레비전 배우, 영화배우이다.
샌프란시스코에서 태어났다.

## 영화
- 메이컨 컨트리 라인 (1974년)
- 키드 갈라드 (1962년)
- 블루 하와이 (1961년)
- 굿 데이 포 어 행잉 (1959년)
- 캐리어 (1959년)